# Hueyi Tlatoani
Hueyi Tlatoani (în Nahuatl, "Mare Vorbitor", de asemena ortografiat Uei Tlatoani ori Huey Tlahtoani, plural Hueyi Tlatoque) a fost titlul Nahuatl utilizat pentru conducător suprem, împăratul aztecilor sau împăratul Imperiului Aztec sau împăratul Imperiului Mexica.  Împărații azteci, Hueyi Tlatoque, erau conducătorii capitalei Tenochtitlan și simultan erau liderii Triplei Alianțe Aztece, a federației formate din orașele stat Tenochtitlān, Texcoco și Tlacopan.

## Funcția de Hueyi Tlatoani
Titlul de tlatoani a fost frecvent tradus ca Împărat aztec, deși nu corespunde noțiunii de monarh absolut așa cum era înțeles în multe culturi ale lumii.  Spre deosebire de alți monarhi din alte culturi, succesiunea diferiților tlatoque nu era ereditară.
Conducătorii supremi ai aztecilor erau aleși prin consensul elitei aztece, reprezentând cea mai bună alegere posibilă a timpului respectiv.  Hueyi Tlatoani cumula multiple funcții, fiind simultan șeful guvernului, comandantul suprem al armatei și mare preot al tuturor Mexica, dar, fiind practic ales, funcția sa avea o componentă considerată astăzi "foarte modernă", aceea de președinte al unei țări moderne care ar fi o republică prezidențială, la care se adăuga controlul religios.
Punctul cel mai vulnerabil al funcției Hueyi Tlatoani (ca și în cazul multor civilizații de-a lungul istoriei) era lipsa uneia sau mai multor persoane care ar fi putut urma imediat la comandă în cazul inabilitării, capturării sau decesului conducătorului întrucât ideea și realizarea unei linii de succesiune de tip ne-monarhic, oricând operațională, deși este un concept foarte vechi, este caracteristic și a fost pus în practică mai ales în decursul secolului al XX-lea. În cazul civilizației aztecilor, ne-existența unei linii de succesiune monarhice, întrucât liderul era ales, a condus practic, după eliminarea fizică a ultimului Hueyi Tlatoani, Montezuma al II-lea (cei doi Tlatoque, Cuitláhuac și Cuauhtémoc, care au urmat formal au fost evident "decorativi"), de către conchistadorii spanioli conduși de Hernán Cortés, la declinul accelerat al unității entității statale urmată de colapsul ulterior al Imperiului aztec.

## Listă a tuturor Hueyi Tlatoque ai capitalei Tenochtitlan
| - Acamapichtli - Huitzilíhuitl - Chimalpopoca - Itzcóatl - Moctezuma I - Axayacatl - Tízoc - Ahuitzotl - Moctezuma al II-lea - Cuitláhuac - Cuauhtémoc |  | (1376 – 1395 d.Hr.) (1395 – 1417) (1417 – 1427) (1427 – 1440) (1440 – 1469) (1469 – 1481) (1481 – 1486) (1486 – 1502) (1502 – 1520) (1520) (1520 – 1525, abdicase formal în 1521) |

## Numiți în timpul dominației spaniole
| - Diego Velázquez Tlacotzin - Andrés de Tapia Motelchiuh - Pablo Xochiquentzin - Diego Huanitzin - Diego de San Francisco Tehuetzquitizin - Esteban de Guzmán - regent - Cristóbal de Guzmán Cecetzin - Luis de Santa María Nanacacipactzin |  | (1525 – 1526) (1526 – 1530) (1532 – 1536) (1539 – 1541) (1541 – 1554) (1554 – 1556) (1557 – 1562) (1563 – 1565) |

Așa cum apar în documentul colonial Anales de Tlatelolco.